# Ultra Panavision 70
Ultra Panavision 70 formatet, också känd som MGM Camera 65, var filmer fotograferade med 65/70 mm film där man använt Panavision anamorfisk optik som producerar olika grader av förstoring längs två vinkelräta axlar. Denna teknik användes mellan 1957 och 1966 samt 2015. Endast tio filmer har fotograferats i detta format, 65 mm film och Ultra Panavison-optiker. Filmkopiorna gjordes på 70 mm film, de extra fem millimeterna användes för filmens ljudspår.
Ultra Panavision 70:s filmens dimension och det sex kanaliga stereoljudet var i praktiken densamma som användes för Todd-AO 65/70 mm formatet som kom 1955. Dock gav optiken man använde en 1.25 gångers anamorfisk effekt vilken gav en extra bred projicering på 2.76 till 1.

## Filmer fotograferade med Ultra Panvision 70
- Regnträdets land (1957) - under beteckningen MGM Camera 65, tagen med "Photographic Lenses by Panavision", endast 35-mm kopior.
- Ben-Hur (1959) - under beteckningen MGM Camera 65, tagen med "Photographic Lenses by Panavision"
- Myteriet på Bounty (1962)
- En ding, ding, ding, ding värld (1963)
- Romarrikets fall (1964)
- Mannen från Nasaret (1965)
- Halleluljatåget (1965)
- Det stora slaget (1965)
- Khartoum (1966)
- The Hateful Eight (2015)